# Huahine
Huahine je ostrov ve Francouzské Polynésii. Nachází se v závětrné části (Îles Sous-le-Vent) Společenských ostrovů 170 km severozápadně od Tahiti. Má rozlohu 75 km² a žije na něm okolo šesti tisíc obyvatel, převážně Polynésanů. Největším sídlem je Fare na severozápadním pobřeží, které je správním centrem obce Huahine a nachází se zde infrastruktura včetně letiště spojujícího ostrov se světem.

## Geografie
Ostrov se skládá ze dvou částí: Huahine Nui (Velké Huahine) na severu a Huahine Iti (Malé Huahine) na jihu. Jsou spojeny úzkou písečnou šíjí, která je při přílivu zaplavena (byl postaven most umožňující stálou dopravu mezi oběma částmi ostrova). Mezi oběma částmi se nachází zátoka Baie Maroe. Pobřeží je lemováno četnými korálovými ostrůvky (motu). Nedaleko vesnice Maeva na severu ostrova leží mělké brakické jezero Lac Fauna Nui, které je pozůstatkem původní laguny. Nejvyšším vrcholem je Mont Turi (669 m n. m.).

## Historie
Název Huahine znamená „ženský ostrov“ a je odvozen od toho, že zde tradičně vládly královny. Domorodé království zaniklo v roce 1895, kdy se dynastie Teurura'i podrobila francouzské nadvládě.

## Hospodářství
Hlavními ekonomickými aktivitami jsou rybolov a zemědělství; pěstují se kokosové ořechy, ananasy, melouny a vanilka. Na rozdíl od sousedních ostrovů dali obyvatelé Huahine přednost původnímu způsobu života před příjmy z masové turistiky, ostrov proto navštěvují spíše dobrodružné typy cestovatelů. Významnými památkami jsou dobře zachované svatyně marae a archeologické naleziště Fa'ahia, kde byly objeveny pozůstatky vyhubených endemitních druhů ptactva: racka Chroicocephalus utunui, chřástala Gallirallus storrsolsoni a holuba Macropygia arevarevauupa.

## Osobnosti
Na Huahine se narodila Louise Peltzerová, profesorka lingvistiky a rektorka Univerzity Francouzské Polynésie.